# Lilian Loke
Lilian Loke (geboren 1985 in München) ist eine deutsche Autorin, die bereits mit ihrem ersten Roman Gold in den Straßen bekannt wurde.

## Leben und Werk
Lilian Loke, deren Vater aus Malaysia stammt, wuchs mehrsprachig auf mit Deutsch, Englisch und Kantonesisch. Sie studierte an der Ludwig-Maximilians-Universität München englische Literaturwissenschaft, Neuere Deutsche Literaturwissenschaft und Kunstgeschichte. Sie war an der Universität anschließend als Assistentin beschäftigt und arbeitete parallel dazu in Verlagen und als Übersetzerin. Seit 2012 arbeitet sie als Beraterin in einer Münchner PR-Agentur. Für ihr literarisches Schaffen wurde sie mehrfach ausgezeichnet: So war sie 2011 Schreibwerkstatt-Stipendiatin der Jürgen-Ponto-Stiftung, im selben Jahr erhielt sie den Publikumstagespreis des Literaturfestivals Wortspiele München und das Literaturstipendium der Landeshauptstadt München. 2015 erschien ihr erster Roman Gold in den Straßen über den steilen Aufstieg und rasanten Absturz eines Luxusimmobilienmaklers. Er wurde mit dem Tukan-Preis und dem Bayerischen Kunstförderpreis ausgezeichnet. Die Jury des Bayerischen Kunstförderpreises würdigt ihren Erzählstil als „schnell, präzise und unerbittlich“, die des Tukan-Preises als „rasant und packend“. Zudem ist sie Mitglied im PEN-Zentrum Deutschland.

## Veröffentlichungen
- Gold in den Straßen. Hoffmann und Campe, Hamburg 2015, ISBN 978-3-455-40522-4.
- Auster und Klinge. C.H. Beck Verlag, München 2018, ISBN 978-3-406-70059-0.